# Jan Mosdorf

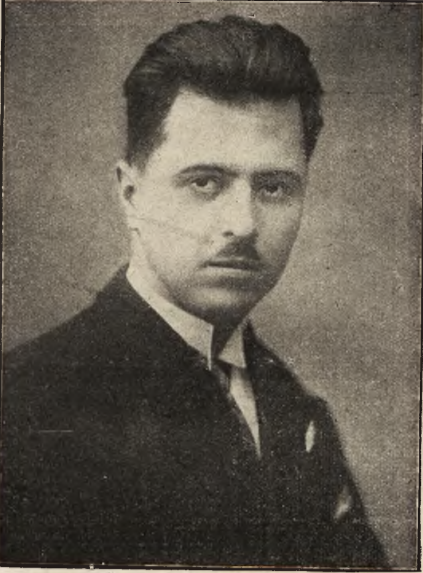
Jan Mosdorf (um 1929)

Jan Mosdorf (* 17. Mai 1904 in Warschau; † 11. Oktober 1943 in Auschwitz) alias Andrzej Witowski war ein polnischer Publizist, Politiker, Philosoph, Aktivist des Oboz Wielkiej Polski, Führer des Studentenbundes Allpolnische Jugend und Nationalradikalen Lagers, Häftling des KZ Auschwitz-Birkenau.

## Leben
Mosdorf schloss 1928 sein Philosophiestudium ab und 1934 verteidigte bei dem Philosophen Władysław Tatarkiewicz seine Doktorarbeit über Auguste Comte.
Mosdorf war Leiter des nationalistischen Studentenbundes Allpolnische Jugend (Związek Akademicki Młodzież Wszechpolska). In den 1930er Jahren arbeitete Mosdorf sowohl als Mitherausgeber der Zeitung Sztafeta (Stafette) des Nationalradikalen Lagers ONR als auch mit dem ONR-Mitglied Stanisław Piasecki, dem Bruder von Bolesław und späteren Herausgeber der katholischen Zeitschrift Prosto z mostu.
Mosdorf war Führer und Ideologe des Nationalradikalen Lagers (poln.: Obóz Narodowo-Radykalny, ONR), einer nationalistischen Bewegung, die wegen ihrer Beteiligung am Boykott jüdischer Unternehmen sowie zahlreicher gewalttätiger Ausschreitungen gegen demonstrierende Arbeiter im Juli 1934 verboten wurde, und die fortan im Untergrund agierte. In Mosdorfs Vorstellung von einem „ursprünglichen Polen“ sollen andere Völker und Religionen assimiliert werden. Mosdorf gelang es einer Verhaftungswelle gegen das ONR zu entgehen.
In seinem Artikel „Brzask Renesansu Katolickiego“ („Der Glanz der Katholischen Renaissance“, 1936) forderte Mosdorf die Rückkehr der Jugend zum Katholizismus, in seinem Buch „Wczoraj i Jutro“ (1938) wandte er sich gegen den Pazifismus.
Im Juni 1940 wurde Mosdorf von der Gestapo verhaftet und zuerst im Gefängnis Pawiak inhaftiert und anschließend nach Auschwitz deportiert. Dort organisierte er gemeinsam mit Bolesław Świderski und Jerzy Ptakowski eine Widerstandszelle, die politisch der Nationalen Partei (Stronnictwo Narodowe) zugeordnet war.
Mosdorf wurde am 11. Oktober 1943 zusammen mit einer Gruppe von 53 weiteren Häftlingen wegen Widerstandstätigkeit gegen die SS erschossen.

## Veröffentlichungen
- Wczoraj i Jutro (Gestern und Morgen), 1938